# Onthophagus brevipennis
Onthophagus brevipennis là một loài bọ cánh cứng trong họ Bọ hung (Scarabaeidae).